# Estación de Puebla de Sanabria
Puebla de Sanabria es una estación ferroviaria situada en el municipio español de Puebla de Sanabria en la provincia de Zamora, comunidad autónoma de Castilla y León. Contaba con importantes servicios de Larga y Media Distancia, situación que ha cambiado drásticamente, pues los servicios Alvia ahora utilizan la estación de Sanabria Alta Velocidad.

## Situación ferroviaria
La estación se encuentra en el punto kilométrico 106,871 de la línea férrea de ancho convencional que une Zamora con La Coruña a 950 metros de altitud, entre las estaciones de Linarejos-Pedroso y Pedralba. El tramo es de vía única y está sin electrificar.
La llegada a Puebla es especialmente sinuosa en la medida en que desde Linarejos-Pedroso es necesario superar los 15 arcos del viaducto del río Truchas de 290,10 metros de longitud y los túneles de Robledo (268,50 metros de longitud), Ungilde (247 metros de longitud) y Puebla (208,10 metros de longitud).

## Historia
La voluntad de unir Madrid, vía Medina del Campo con Vigo por el camino más corto posible es antigua y apareció plasmada en algunos anteproyectos como el de 1864, una vez inaugurada la línea Medina del Campo-Zamora. Sin embargo, el mismo descartaba dicha posibilidad al considerar que suponía "dificultades enormísimas" que superaban incluso "los de la bajada del puerto de Pajares en el ferrocarril de Asturias". Es por ello, que la estación no fue inaugurada hasta el 24 de septiembre de 1952 con la puesta en marcha del tramo Zamora–Puebla de Sanabria de la línea Zamora-La Coruña vía Orense. Su explotación inicial quedó a cargo de RENFE, cuyo nacimiento se había producido en 1941. 
Desde el 31 de diciembre de 2004 Renfe Operadora explota la línea mientras que Adif es la titular de las instalaciones ferroviarias.
En el año 2011 sus andenes fueron elevados y remodelados.

## La estación

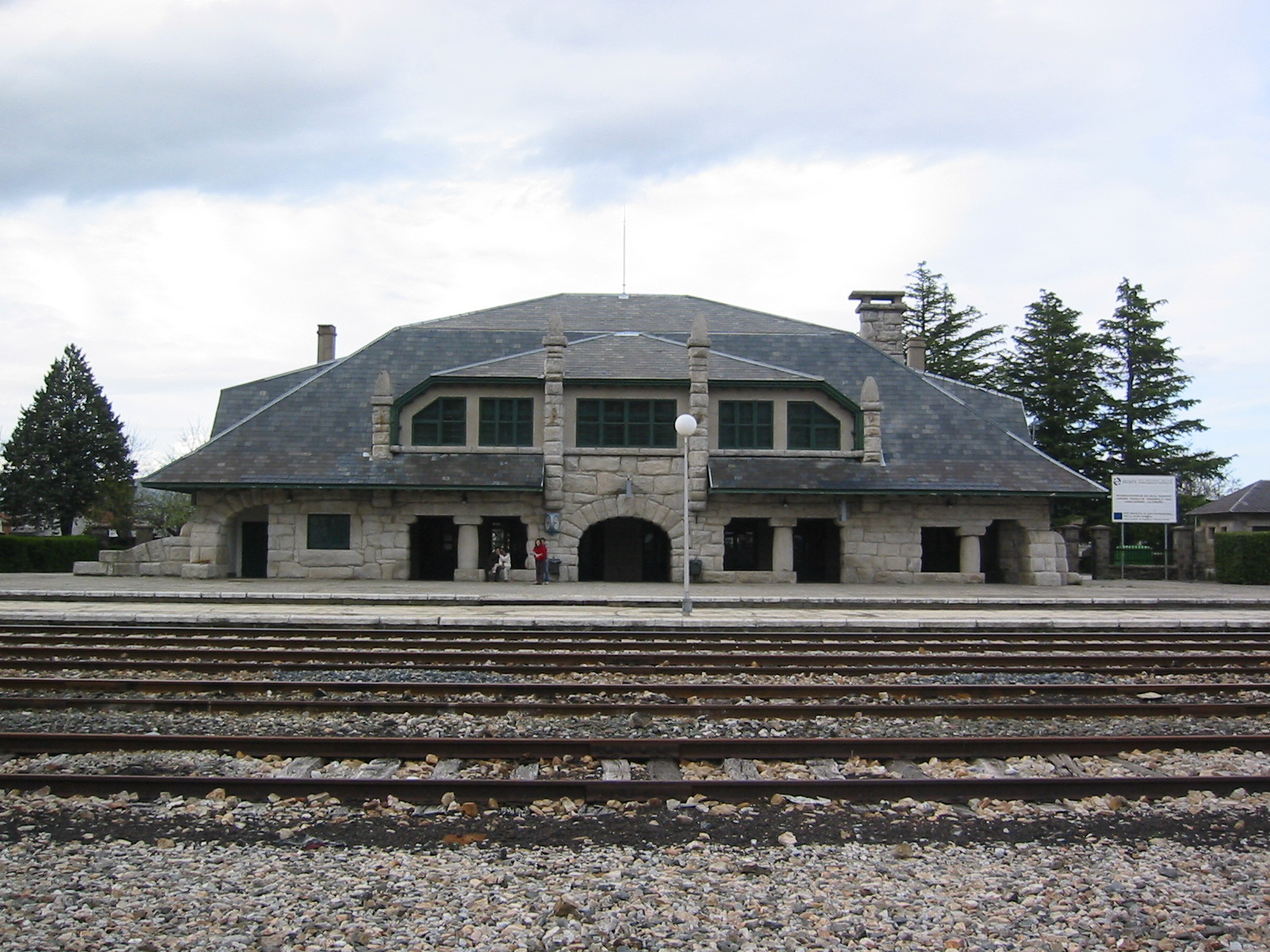
Edificio de viajeros de la estación en 2006.

El edificio para viajeros es una clara muestra de la arquitectura propia de la zona con estructuras realizadas con grandes sillares de piedra y amplios tejados de pizarra de varias vertientes. Un arco central y varios pináculos de piedra sirven como decoración. Aunque posee dos pisos, el edificio no se caracteriza por su altura. Dispone de un andén lateral y otro central de buena anchura, aunque sin protección, al que acceden tres vías. Los cambios de andén se realizan a nivel.
Debido a su situación estratégica entre Orense y Zamora está dotada de una extensa playa de vías de una rotonda giratoria, de un depósito de locomotoras, de varios muelles de carga, grúas, aguadas y edificio anexos.

## Servicios ferroviarios

### Larga Distancia
Todos los trenes diurnos de largo recorrido entre Madrid/Levante y Galicia pasaban por la estación de Puebla y casi todos tenían parada. Esto supuso diariamente hasta cuatro trenes Alvia. Hasta el 1 de febrero de 2016, también circulaba por esta línea y paraba en la estación de Puebla un Trenhotel (las ramas Madrid-La Coruña y Madrid-Pontevedra). No obstante, en la fecha citada y coincidiendo con la apertura de la línea de alta velocidad Olmedo-Zamora (tramo de la LAV Madrid-Galicia), esas ramas pasaron a circular acopladas a la rama Madrid-Ferrol, esto es, vía León y no vía Zamora y Puebla de Sanabria. 
Actualmente no pasa convoy alguno de Larga Distancia por la estación, ya que todos estos servicios pasan por la nueva estación de Sanabria Alta Velocidad.

### Media Distancia
Un único servicio de Media Distancia conecta cada día Puebla de Sanabria con Valladolid vía Medina del Campo. Hasta 2013 existió otro servicio diario a Orense, pero su supresión provocó el cierre definitivo de todas las estaciones intermedias entre ambas, con excepción de la estación de La Gudiña (al menos hasta la reconversión en AVE de los actuales servicios de Larga Distancia).